# 北ヨーロッパ諸国のサッカー選手一覧
北ヨーロッパ諸国のサッカー選手一覧（きたヨーロッパしょこくのサッカーせんしゅいちらん） : サッカーの選手の、姓の五十音順の一覧。

## アイスランド
- エイドゥル・グジョンセン
- ギルフィ・シグルズソン
- アルフレズ・フィンボガソン

## エストニア
- ミーケル・アクサル
- アイヴァル・アニステ
- カロル・メッツ

## スウェーデン
- ヘンリク・ラーション
- フレドリック・リュングベリ
- ズラタン・イブラヒモビッチ
- ステファン・イシザキ
- マグヌス・ヘドマン
- ヨハン・ミャルビー
- オロフ・メルベリ
- エリック・エドマン
- キム・シェルストレーム
- ケネト・アンデション
- マルティン・ダーリン

## ノルウェー
- トーレ・アンドレ・フロー
- ヨン・アルネ・リーセ
- オーレ・グンナー・スールシャール
- フローデ・ヨンセン
- ヨン・カリュー
- カルボン・ファーデル

## デンマーク
- ブライアン・ラウドルップ
- ミカエル・ラウドルップ
- ピーター・シュマイケル
- ヨン・ダール・トマソン
- イェスパー・グレンケア
- トーマス・ソレンセン
- マルティン・ヨルゲンセン
- ブライアン・スティーン・ニールセン
- トーマス・グラベセン
- ダニエル・アッゲル
- エッベ・サンド
- ブライアン・イェンセン (Brian Paldan Jensen)

## フィンランド
- ヤリ・リトマネン
- サミ・ヒーピア
- ペトリ・パサネン
- テーム・タイニオ

## ラトビア
- マーリス・ヴェルパコフスキス
- ギルツ・カールソンス

## リトアニア
- ギエドリウス・アルラウスキス
- アンドリウス・ヴェリツカ